# Clorură de titan (IV)
Clorura de titan (IV) sau tetraclorura de titan este o sare a titanului cu acidului clorhidric cu formula chimică TiCl4. Este un intermediar important în producția de titan metalic și a pigmentului dioxid de titan. Este un compus lichid, volatil. La contactul cu aerul umed, formează un fum opac de dioxid de titan (TiO2) și acid clorhidric. 